# كابح كهربائي

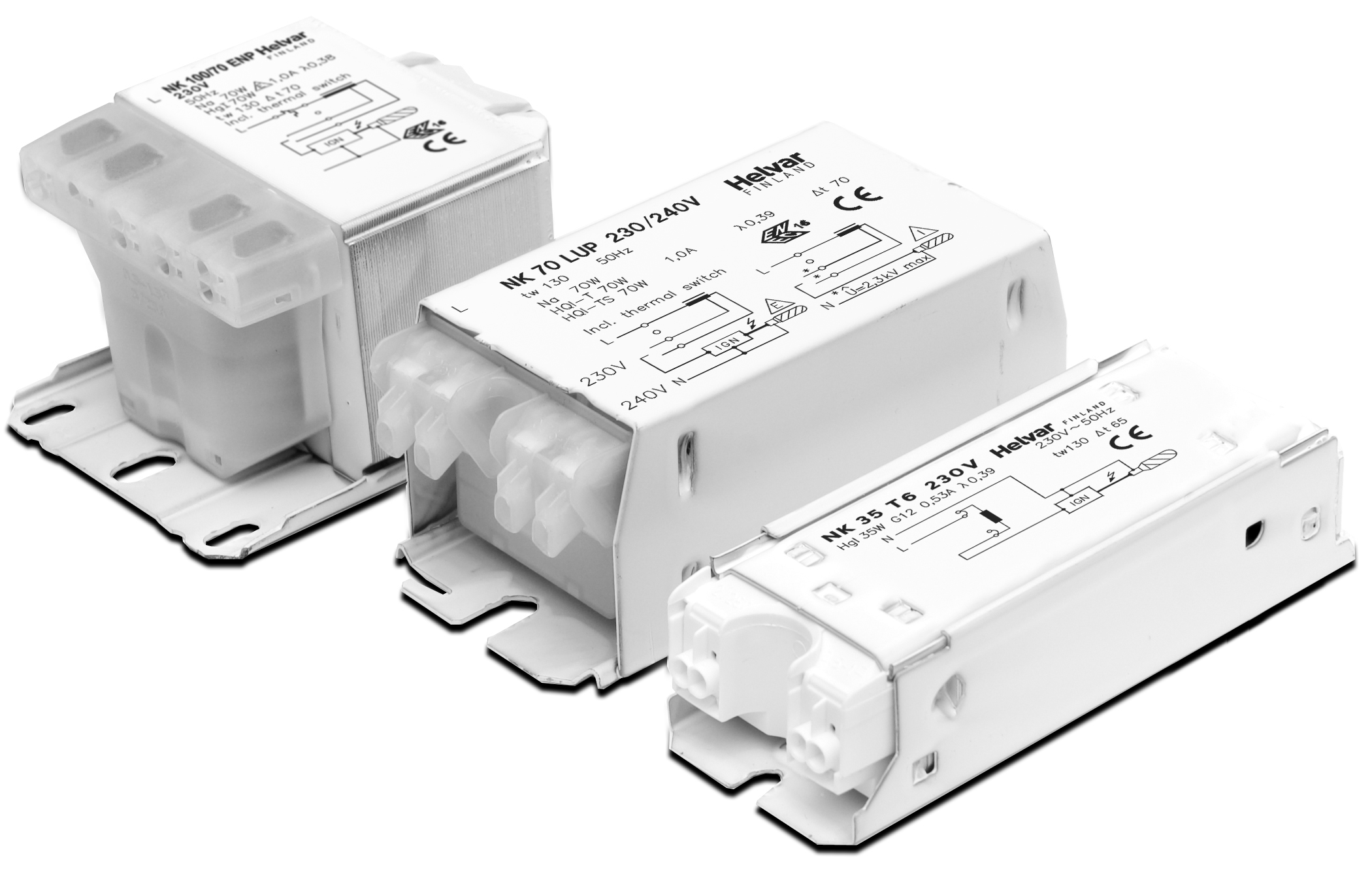
كابح كهربائي.

الكابح قطعة كهربائية الغرض منه في الدارة الكهربائية كبح التيار و رفع الجهد و امداد الدائرة المتواجد فيها بجهد عالى عند القطع الفجائي، يشبه في عمله المحث الكهربائي لكن يتميز عنه في بعض الوظائف .
يستخدم الكابح الكهربائي في مصابيح فلوريسنت بكثرة حيث يقوم اولا بتسخين الأقطاب ثم توفير الجهد فعندما يتدفق التيار الكهربائي عبر اللفافة النحاسية، فإنه يولد مجال مغناطيسي في جزء من الكابح. ويحتفظ بهذا المجال المغناطيسي و عند قطع التيار لفترة وجيزة عنه . ينهار الحقل المغناطيسي، مما يخلق قفزة مفاجئة في الجهد .هذه الزيادة تساعد على بناء الجهد الأولي اللازم لبدء القوس الكهربائي داخل الغاز الموجود في مصباح فلوريسنت، بعد إنشاء القوس (البلازما)داخل الأنبوب تتغير وضيفة الكابح و يصبح عمله كبح التيار .
يستهلك الكابح الكهربائي قدر قليل من تيار الدارة وهذا حسب نوعية المواد و التركيب وبالتالي فإنه يوفر في الإستهلاك مقارنة مع الكوابح الأخرى وتصدر هذه الطاقة المستهلكة على شكل حرارة .
يمكن لمعظم هذا الأنواع من الكوابح العمل على مدى جهد يتراوح من 100 فولت إلى 220 فولت بدون أن تتأثر شدة الإضاءة أو يختلف جهد تشغيل المصباح.